# 舞立昇治
舞立 昇治（まいたち しょうじ、1975年8月13日 - ）は、日本の政治家。自由民主党所属の参議院議員（3期）、参議院農林水産委員長。
自由民主党水産部会長、内閣府大臣政務官 、農林水産大臣政務官を歴任。

## 経歴
米子市日吉津村中学校組合立箕蚊屋中学校、鳥取県立米子東高等学校を経て、1999年東京大学経済学部卒業。同年、自治省（現：総務省）入省。2001年、厚生労働省介護保険課。2003年、総務省市町村税課。2004年、総務省大臣官房企画課。2005年、山口県下関市財政部長。2007年、新潟県地域政策課長兼雪対策室長。2009年、同財政課長。2011年、消防庁消防・救急課。2012年、総務省公営企業課兼準公営企業室。
2013年、第23回参議院議員通常選挙において鳥取県選挙区より自民党公認で初当選。なお鳥取県選挙区は同選挙を最後に島根県選挙区と合区になるため同選挙区単独としては最後の当選者となった。
2015年7月24日、鳥取県と島根県の参議院合同選挙区（合区）による鳥取県・島根県選挙区を創設する公職選挙法改正案に反発し、「愛着のある県で暮らす人々の切実な声は一票の価値では推し量れない」として参議院本会議採決前に退席し棄権した。
2016年、第24回参議院議員通常選挙において、鳥取県と島根県が合区となった余波で、鳥取県に選挙地盤を持つ候補（比例区では自民党の竹内功と民進党の鎌谷一也と共産党の岡田正和、鳥取・島根選挙区では福嶋浩彦）が全員落選したことにより、舞立は鳥取県に選挙地盤を持つ唯一の参議院議員になっていた。
2018年10月、参議院平成研究会に参加。同年内閣府大臣政務官に就任。
2019年7月、第25回参議院議員通常選挙に新設された鳥取県・島根県選挙区より立候補。野党統一候補の元衆院議員中林佳子を破り再選。
2023年9月、農林水産大臣政務官に就任。
2024年11月28日、参議院農林水産委員長に就任。
自由民主党総裁選挙においては、2018年、2020年、2024年の3度、いずれも石破茂の推薦人に名を連ねた。
2025年1月8日、自由民主党島根県連と鳥取県連は第27回参議院議員通常選挙に向けた意見交換会を開き、島根・鳥取合区選挙区の候補者と、比例代表特定枠の候補者を協議した。いずれも党現職の舞立と三浦靖について、どちらを選挙区、特定枠とするか結論は出ないまま、両者を擁立する方針で合意した。しかしその後、党本部が「特定枠から2回続けて同じ候補者が立候補することは認められない」として、前回と入れ替える形で舞立を比例区、三浦を合区選挙区へ擁立方針を打ち出したことで、反発した三浦が次期参院選に立候補しない意向を表明。その後、島根県連は同県議の出川桃子を新たに選挙区で擁立することとなり、同年2月21日、党本部は合区選挙区に出川、比例区特定枠候補として舞立の擁立を決定した。
2025年7月20日投開票の第27回参議院議員通常選挙比例区に自由民主党から特定枠で立候補し、当選。

## 政策・主張

### 憲法
- 憲法9条を改正して自衛隊の役割や限界を明記すべき[14]。
- 首相の衆議院解散権について「今のままでよい」と回答している[15]。

### 外交・安全保障
- 集団的自衛権の行使に賛成[14]。
- 日本の核武装について、将来にわたって検討すべきでない[14]。
- 2014年4月に予定されていた消費税の8%への引き上げについて「引き上げるべきだが、時期は先送りすべき」と回答している[14]。
- 韓国や中国との外交関係について「政府の今の外交方針でよい」と回答している[15]。

### 部落問題
- 2016年12月9日、第192回国会で部落差別の解消の推進に関する法律案（衆議院提出）に賛成票を投じた[16]。

### その他
- 雇用の金銭解決制度導入に反対[14]。
- 受動喫煙防止を目的に飲食店などの建物内を原則禁煙とする健康増進法改正に反対。
  - 2017年3月7日の自民党たばこ議員連盟の臨時総会において、「分煙を進めていただきたい」「たばこ税の配分制度も見直してほしい。禁煙条例ある自治体から吸い上げ、他の自治体での分煙財源に充てて欲しい」と主張した[17]。

## 発言

### 旧統一協会（世界平和統一家庭連合）との関係について
旧統一協会（世界平和統一家庭連合）との関係について、自民党は2022年9月8日、何らかの接点が確認されたとする党所属議員の調査結果を明らかにし、舞立はかつて統一教会関連団体の会合に本人自ら出席して挨拶していた。同年9月9日に舞立は「旧統一教会関連団体の会合に本人出席で挨拶したことがあるのは事実である。今後は、憲法が定める信教の自由や政教分離の原則を踏まえつつ、党の方針に基づいて団体との関係は適正に見直しを図り、国民の皆様に疑念を持たれることがないように行動します」とコメントを発表した。

### 石破茂首相の衆議院当選1回議員に対する商品券配布について
石破茂首相が自民党衆院1期生に10万円分の商品券を配布していた問題について、2025年3月16日に鳥取市内で開かれた自民県連会合の挨拶で舞立は「歴代の首相が慣例として普通にやっていたことが、ここまで問題になる」と述べ、自民で配布が常態化していたことをうかがわせる発言をしていたが、同日夜に「事実誤認、推測に基づく発言」だったと述べ、発言を撤回した。

## 所属団体・議員連盟
- 自民党たばこ議員連盟[21][22]
- 日本会議国会議員懇談会[23]
- 神道政治連盟国会議員懇談会[23]
- みんなで靖国神社に参拝する国会議員の会[23]
- 『日本未来図2030』（寄稿）、日経BP社・刊、2014年12月、ISBN 4822225194。

## 支援団体
- 全国たばこ販売政治連盟（組織推薦候補者）[21]
- 神道政治連盟[24]

他多数

## 選挙歴
| 当落 | 選挙                     | 執行日         | 年齢 | 選挙区               | 政党       | 得票数     | 得票率 | 定数 | 得票順位 /候補者数 | 政党内比例順位 /政党当選者数 |
| ---- | ------------------------ | -------------- | ---- | -------------------- | ---------- | ---------- | ------ | ---- | ------------------ | ---------------------------- |
| 当   | 第23回参議院議員通常選挙 | 2013年07月21日 | 37   | 鳥取県選挙区         | 自由民主党 | 16万783票  | 58.25% | 1    | 1/5                | /                            |
| 当   | 第25回参議院議員通常選挙 | 2019年07月21日 | 43   | 鳥取県・島根県選挙区 | 自由民主党 | 32万8394票 | 62.26% | 1    | 1/3                | /                            |
| 当   | 第27回参議院議員通常選挙 | 2025年07月20日 | 49   | 比例区               | 自由民主党 | ーー票     | ーー   | 50   | 1/31               | 1/12                         |